# Kodisjoki

Wappen der ehemaligen Gemeinde Kodisjoki

Kodisjoki ist ein Ort und eine ehemalige Gemeinde in der südwestfinnischen Landschaft Satakunta, rund 15 km südöstlich der Hafenstadt Rauma. Die hölzerne Langkirche des Dorfes wurde 1906 nach Plänen von J.F. Lindegren errichtet.
Die Gemeinde Kodisjoki wurde 1869 aus der Gemeinde Laitila herausgelöst; zum 1. Januar 2007 wurde Kodisjoki in die Stadt Rauma eingemeindet. Die Gemeinde hatte eine Fläche von 42,84 km² und zuletzt rund 520 Einwohner.

## Wappen
Blasonierung: „In Rot pfahlweise drei goldene Ochsenjoche.“